# Wicked Lester
Wicked Lester fue una banda de rock originaria de la ciudad de Nueva York, formada en 1970. En 1973 la agrupación se convirtió en Kiss. 

## Carrera
La agrupación se formó en 1970, bajo el nombre de "Rainbow". Entre sus miembros destacaban el bajista Gene Simmons (nacido bajo el nombre de Chaim Witz) y el guitarrista Stanley Eisen, conocidos después como Gene Simmons y Paul Stanley, respectivamente. En 1971 la banda cambió su nombre a Wicked Lester, y grabó un álbum para Epic Records, el cual nunca fue lanzado oficialmente al mercado. 
Las sesiones fueron compiladas en un bootleg llamado The Original Wicked Lester Sessions. Kiss eventualmente lanzó tres canciones de dicho bootleg en el álbum The Box Set. Wicked Lester poseía elementos musicales del rock and roll, folk rock y la música pop. Simmons y Stanley, sintiendo que el grupo no tenía un futuro promisorio, decidieron formar una nueva banda en 1972. Con un marcado énfasis en una imagen provocadora, dieron vida a Kiss en 1973.

## Lista de canciones
El mencionado bootleg contiene las siguientes canciones:
01 "Love Her All I Can" 	(2:28) Stanley

02 "Sweet Ophelia" 	(2:56) Barry Mann/Gerry Goffin

03 "Keep Me Waiting" 	(3:04) Stanley

04 "Simple Type" 	(2:33) Simmons

05 "She" 	(2:54) Coronel/Simmons

06 "Too Many Mondays" 	(3:27) Barry Mann/Cynthia Weil

07 "What Happens In the Darkness" 	(2:59) Tamy Lester Smith

08 "When The Bell Rings" 	(3:11) Austin Roberts/Christopher Welch

09 "Molly" ("Some Other Guy") 	(2:23) Stanley

10 "We Want To Shout It Out Loud" 	(2:04) The Hollies

## Músicos
- Paul Stanley - guitarra, voz (1970-1973)
- Gene Simmons - bajo, voz (1970-1973)
- Brooke Ostrander - teclados (1970-1972; fallecido en 2011)
- Stephen Coronel - guitarra (1970-1971)
- Joe Davidson - batería (1970)
- Tony Zarrella - batería (1970-1972)
- Ron Leejack - guitarra (1971-1972; fallecido en 2021)
- Peter Criss - batería (1973)